# Paramoera crassicauda
Paramoera crassicauda är en kräftdjursart som beskrevs av Staude 1995. Paramoera crassicauda ingår i släktet Paramoera och familjen Eusiridae. Inga underarter finns listade i Catalogue of Life.